# Ural-altaiska språk
Uralaltaiska språk är en idag övergiven hypotes om en språkfamilj som binder samman uraliska och altaiska språk.
Teorin bygger på att båda språkgrupperna är agglutinerande, använder sig av vokalharmoni, saknar grammatiskt genus och har flera med varandra likartade ord, däribland pronomen som anses vara ovanliga som lånord. Flertalet lingvister har förkastat teorin och hävdar att dessa likheter har uppkommit genom att språken på ett tidigt stadium varit i kontakt med varandra. Det har också framställts att altaiska språk och uraliska språk kunde vara släkt på längre håll, då de i så fall torde uppgå i en större eurasiatisk språkgrupp där även indoeuropeiska språk skulle inkluderas.